# Raión de Póchep
El raión de Póchep (ruso: По́чепский райо́н) es un distrito administrativo y municipal (raión) ruso perteneciente a la óblast de Briansk. Se ubica en el centro de la óblast. Su capital es Póchep.
En 2021, el raión tenía una población de 37 081 habitantes.
El río Súdost recorre el territorio del raión de noreste a suroeste.

## Subdivisiones
Comprende un total de 247 localidades, agrupadas en 16 gobiernos locales, que son la ciudad de Póchep (la capital), el asentamiento de tipo urbano de Ramasuja y los siguientes 14 asentamientos rurales:
- Baklán
- Belkovo
- Vítovka
- Gúshchino (con capital en Pervomaiski)
- Dmítrovo
- Domanichi
- Krasni Rog
- Moskovski
- Pervomáiskoye
- Polniki
- Rechitsa
- Semtsy
- Setolovo
- Chopovo